# Claudia Leitte (álbum promocional)
"Claudia Leitte" é um álbum promocional lançado pela cantora Claudia Leitte em 2011 de forma independente através da 2T's Entretenimento. O álbum foi distribuído em shows e promoções, sem qualquer tipo de venda. Contém cinco canções inéditas até então, sendo elas Samba com participação de Ricky Martin, Locomotion Batucada, Dia da Farra e do Beijo, Preto e Elixir. Junto das músicas inéditas contém um show da cantora realizado em Jaboatão dos Guararapes, Pernambuco.

## Gravação
O álbum consiste em canções gravadas em estúdio e gravadas ao vivo durante um show da Claudia Leitte Tour em Jaboatão dos Guararapes, Pernambuco em 15 de outubro de 2011. O álbum contém diversos covers e sucessos da carreira de Claudia desde o Babado Novo.

## Capa
A capa do álbum foi fotografada por André Schiliró e a criação e direção de arte da capa foi feita por Alceu Neto. Contém a logotipo de Claudia Leitte junto com o endereço de seu website. Um selo escrito "venda proibida" encontra-se no topo da capa. Em sua reedição foram inseridas três selos escritos "Hoje eu quero beijo!", "Hoje eu quero farra!" e "Hoje eu quero farra e beijo!", em referência a canção Dia da Farra e do Beijo.

## Singles
Preto é o primeiro single do álbum promocional, sendo composição de Claudia Leitte e Luciano Pinto. Alcançou a 30ª posição na Billboard Brasil, a primeira posição no ranking regional do Rio de Janeiro, a segunda posição no ranking regional de São Paulo e a terceira posição no ranking regional de Salvador. Para a sua divulgação, a canção ganhou uma segunda versão com arranjo de "arrocha". Foi lançada uma versão em funk com participação de Os Hawaianos. Em 2 de fevereiro de 2013 a canção foi relançada com um novo arranjo pela Som Livre, dessa vez com o nome de "Preto, Se Você Me Der Amor".
Locomotion Batucada foi o segundo single, composto por João Nabuco e Alice Autran. Claudia apresentou a canção pela primeira vez no Miss Universo 2011, edição de aniversário dos 60 anos do concurso, cantando enquanto as 16 misses finalistas desfilaram em trajes de banho. A apresentação foi transmitida para 189 países, atingindo um público de 6 milhões de pessoas.
Dia da Farra e do Beijo foi o terceiro single, sendo regravação da canção "Dia do Beijo" de Marcos Paulo e Rulian. Foi lançada em 28 de outubro de 2011 e alcançou a 44ª posição no ranking da Billboard Brasil e a primeira posição no ranking regional de Salvador.

## Lista de faixas
| Claudia Leitte – Edição padrão | | |         |  |
| N.º                            | Título                                                                                                   | Compositor(es)                                                                                                | Duração |  |
| 1.                             | "Preto, Se Você Me Der Amor (Preto)"                                                                     | Luciano Pinto, Claudia Leitte                                                                                 | 5:07    |  |
| 2.                             | "Elixir" (part. Olodum)                                                                                  | Claudia Leitte, Luciano Pinto, Alan Moraes, DeepLick, Yan Acioli                                              | 3:51    |  |
| 3.                             | "Exttravasa"                                                                                             | Sérgio Rocha, Zeca Brasileiro, Adson Tapajós, Jean Carvalho                                                   | 3:37    |  |
| 4.                             | "As Máscaras (Se Deixa Levar)"                                                                           | Claudia Leitte, Robson Nonato, Tenison Del Rey, Gerson Guimarães, Paulo Vascon                                | 3:09    |  |
| 5.                             | "Foto na Estante"                                                                                        | Sérgio Rocha, Adson Tapajós, Zeca Brasileiro                                                                  | 1:53    |  |
| 6.                             | "Babado Novo"                                                                                            | Alexandre Peixe, Cal Adan, Beto Garrido                                                                       | 1:20    |  |
| 7.                             | "Te Amar é Preciso (Peixinho)"                                                                           | Jaccy Lee, Toninho do Valle, Pio Medrado, Cal Adan                                                            | 1:56    |  |
| 8.                             | "Cai Fora"                                                                                               | Sérgio Rocha, Zeca Brasileiro, Adson Tapajós                                                                  | 1:54    |  |
| 9.                             | "Amor à Prova"                                                                                           | Sérgio Rocha, Zeca Brasileiro, Adson Tapajós                                                                  | 0:52    |  |
| 10.                            | "Eu Fico"                                                                                                | Claudia Leitte, Sérgio Rocha, Luciano Pinto                                                                   | 1:59    |  |
| 11.                            | "Manguetown"                                                                                             | Chico Science, Dengue, Lúcio Maia                                                                             | 1:15    |  |
| 12.                            | "Caranguejo" (Citações Musicais: Atirei o Pau no Gato / Minha Mulher Não Deixa Nâo (Vou Não, Quero Não)) | Luciano Pinto, Durval Luz, Nino Balla, Alan Moraes, Canção Popular, Kleber Lapada, Reginho                    | 3:45    |  |
| 13.                            | "Safado, Cachorro, Sem-vergonha"                                                                         | Durval Luz, Nino Balla, Cristiane Teles, Alan Moraes, Júnior Seixas, Luizinho, Alex Napolitano, Luciano Pinto | 1:10    |  |
| 14.                            | "Bola de Sabão"                                                                                          | Ramon Cruz | 4:01    |  |
| 15.                            | "Onde Você Mora?"                                                                                        | Marisa Monte, Nando Reis                                                                                      | 1:40    |  |
| 16.                            | "Dyer Maker"                                                                                             | John Bonham, Robert Plant, John Paul Jones                                                                    | 3:01    |  |
| 17.                            | "Doce Paixão"                                                                                            | Ramon Cruz | 4:01    |  |
| 18.                            | "Amor Perfeito"                                                                                          | Michael Sullivan, Paulo Massadas, Lincoln Olivetti, Robson Jorge                                              | 3:08    |  |
| 19.                            | "Fulano in Sala"                                                                                         | Sérgio Rocha, Adson Tapajós, Zeca Brasileiro                                                                  | 2:54    |  |
| 20.                            | "Água" (Citação Musical: Água Mineral)                                                                   | Sérgio Rocha, Zeca Brasileiro, Adson Tapajós, Carlinhos Brown                                                 | 4:24    |  |
| 21.                            | "Beijar na Boca"                                                                                         | Blanch, Roger Tom                                                                                             | 3:31    |  |
| 22.                            | "Insolação do Coração"                                                                                   | Carlinhos Brown, Michael Sullivan                                                                             | 3:41    |  |
| 23.                            | "Samba" (com Ricky Martin)                                                                               | Deeplick, Desmond Child, Marcelo Mira, Samille Joker                                                          | 3:08    |  |
| 24.                            | "Locomotion Batucada"                                                                                    | João Nabuco, Alice Autran                                                                                     | 2:43    |  |

| Claudia Leitte – Edição "Hoje Eu Quero Farra e Beijo!" | | |         |  |
| N.º                                                    | Título                                                                                                   | Compositor(es)                                                                                                | Duração |  |
| 1.                                                     | "Dia da Farra e do Beijo"                                                                                | Marcos Paulo, Rulian                                                                                          | 3:14    |  |
| 2.                                                     | "Preto, Se Você Me Der Amor (Preto)"                                                                     | Luciano Pinto, Claudia Leitte                                                                                 | 5:07    |  |
| 3.                                                     | "Elixir" (participação especial: Olodum)                                                                 | Claudia Leitte, Luciano Pinto, Alan Moraes, DeepLick, Yan Acioli                                              | 3:51    |  |
| 4.                                                     | "Exttravasa"                                                                                             | Sérgio Rocha, Zeca Brasileiro, Adson Tapajós, Jean Carvalho                                                   | 3:37    |  |
| 5.                                                     | "As Máscaras (Se Deixa Levar)"                                                                           | Claudia Leitte, Robson Nonato, Tenison Del Rey, Gerson Guimarães, Paulo Vascon                                | 3:09    |  |
| 6.                                                     | "Foto na Estante"                                                                                        | Sérgio Rocha, Adson Tapajós, Zeca Brasileiro                                                                  | 1:53    |  |
| 7.                                                     | "Babado Novo"                                                                                            | Alexandre Peixe, Cal Adan, Beto Garrido                                                                       | 1:20    |  |
| 8.                                                     | "Te Amar é Preciso (Peixinho)"                                                                           | Jaccy Lee, Toninho do Valle, Pio Medrado, Cal Adan                                                            | 1:56    |  |
| 9.                                                     | "Cai Fora"                                                                                               | Sérgio Rocha, Zeca Brasileiro, Adson Tapajós                                                                  | 1:54    |  |
| 10.                                                    | "Amor à Prova"                                                                                           | Sérgio Rocha, Zeca Brasileiro, Adson Tapajós                                                                  | 0:52    |  |
| 11.                                                    | "Eu Fico"                                                                                                | Claudia Leitte, Sérgio Rocha, Luciano Pinto                                                                   | 1:59    |  |
| 12.                                                    | "Manguetown"                                                                                             | Chico Science, Dengue, Lúcio Maia                                                                             | 1:15    |  |
| 13.                                                    | "Caranguejo" (Citações Musicais: Atirei o Pau no Gato / Minha Mulher Não Deixa Nâo (Vou Não, Quero Não)) | Luciano Pinto, Durval Luz, Nino Balla, Alan Moraes, Canção Popular, Kleber Lapada, Reginho                    | 3:45    |  |
| 14.                                                    | "Safado, Cachorro, Sem-vergonha"                                                                         | Durval Luz, Nino Balla, Cristiane Teles, Alan Moraes, Júnior Seixas, Luizinho, Alex Napolitano, Luciano Pinto | 1:10    |  |
| 15.                                                    | "Bola de Sabão"                                                                                          | Ramon Cruz | 4:01    |  |
| 16.                                                    | "Onde Você Mora?"                                                                                        | Marisa Monte, Nando Reis                                                                                      | 1:40    |  |
| 17.                                                    | "Dyer Maker"                                                                                             | John Bonham, Robert Plant, John Paul Jones                                                                    | 3:01    |  |
| 18.                                                    | "Doce Paixão"                                                                                            | Ramon Cruz | 4:01    |  |
| 19.                                                    | "Amor Perfeito"                                                                                          | Michael Sullivan, Paulo Massadas, Lincoln Olivetti, Robson Jorge                                              | 3:08    |  |
| 20.                                                    | "Fulano in Sala"                                                                                         | Sérgio Rocha, Adson Tapajós, Zeca Brasileiro                                                                  | 2:54    |  |
| 21.                                                    | "Água" (Citação Musical: Água Mineral)                                                                   | Sérgio Rocha, Zeca Brasileiro, Adson Tapajós, Carlinhos Brown                                                 | 4:24    |  |
| 22.                                                    | "Beijar na Boca"                                                                                         | Blanch, Roger Tom                                                                                             | 3:31    |  |
| 23.                                                    | "Insolação do Coração"                                                                                   | Carlinhos Brown, Michael Sullivan                                                                             | 3:41    |  |
| 24.                                                    | "Samba" (com Ricky Martin)                                                                               | Deeplick, Desmond Child, Marcelo Mira, Samille Joker                                                          | 3:08    |  |
| 25.                                                    | "Locomotion Batucada"                                                                                    | João Nabuco, Alice Autran                                                                                     | 2:43    |  |

Notas
- Somente as faixas "Dia da Farra e do Beijo", "Samba" e "Locomotion Batucada" são em versões de estúdio.